# Rose Cheruiyot
Rose Jelagat Cheruiyot (née le 21 juillet 1976 à Sabor) est une athlète kényane, spécialiste des courses de fond. 

## Biographie

### Palmarès
| Date | Compétition                    | Lieu             | Résultat | Performance     | Épreuve       |
| ---- | ------------------------------ | ---------------- | -------- | --------------- | ------------- |
| 1994 | Championnats du monde de cross | Budapest         | 2e       | 14 min 05 s     | Course junior |
| 1994 | Championnats d'Afrique juniors | Alger            | 3e       | 4 min 22 s 38   | 1 500 m       |
| 1994 | Championnats d'Afrique juniors | Alger            | 2e       | 9 min 04 s 80   | 3 000 m       |
| 1995 | Championnats du monde de cross | Budapest         | 8e       |                 | Course longue |
| 1995 | Jeux africains                 | Harare           | 1re      | 15 min 37 s 9   | 5 000 m       |
| 1995 | Championnats du monde          | Göteborg         | 7e       | 15 min 02 s 45  | 5 000 m       |
| 1996 | Championnats du monde de cross | Stellenbosch     | 2e       | 20 min 18 s     | Course longue |
| 1996 | Jeux olympiques                | Atlanta          | 8e       | 15 min 17 s 33  | 5 000 m       |
| 2000 | Championnats du monde de cross | Vilamoura        | 12e      | 13 min 22 s     | Course courte |
| 2000 | Jeux olympiques                | Sydney           | 11e      | 14 min 58 s 07  | 5 000 m       |
| 2001 | Championnats du monde de cross | Ostende          | 8e       | 15 min 07 s     | Course courte |
|      | Championnats du monde          | Edmonton, Canada | 9e       | 15 min 23 s 18  | 5 000 m       |
| 2002 | Championnats du monde de cross | Dublin           | 8e       | 27 min 28 s     | Course longue |
| 2006 | Marathon d'Amsterdam           | Amsterdam        | 1re      |                 | Marathon      |
| 2007 | Championnats du monde          | Osaka            | 24e      | 2 h 38 min 56 s | Marathon      |

### Records
| Épreuve  | Performance     | Lieu    | Date            |
| -------- | --------------- | ------- | --------------- |
| 5 000 m  | 14 min 46 s 41  | Cologne | 16 août 1996    |
| Marathon | 2 h 25 min 48 s | Dubai   | 18 janvier 2008 |